# World Athletics
World Athletics, anteriormente conocida como International Amateur Athletic Federation (en español: Federación Internacional de Atletismo Amateur) e International Association of Athletics Federations (en español: Asociación Internacional de Federaciones de Atletismo) (ambos nombres abreviados como IAAF), es el órgano de gobierno del atletismo a nivel mundial. Entre sus funciones se encuentran la estandarización de métodos para medir las marcas en las distintas pruebas, el mantenimiento y reconocimiento de récords del mundo de atletismo en sus distintas categorías, y la celebración de diferentes competiciones, entre las que destaca el Campeonato Mundial de Atletismo.
Fue fundada el 17 de julio de 1912 por representantes de 17 federaciones nacionales de atletismo en su primer congreso celebrado en Estocolmo, bajo el nombre de Federación Internacional de Atletismo Amateur (en inglés International Amateur Athletics Federation). Desde 1982 la organización ha acometido varios cambios en sus reglas internas que permiten que los atletas puedan recibir compensaciones económicas por su participación en competiciones atléticas. A pesar de esto, la organización mantuvo la palabra amateur en su nombre hasta el congreso celebrado en 2001, en el que el significado de las siglas IAAF pasó a ser Asociación Internacional de Federaciones de Atletismo, denominación que mantuvo hasta noviembre de 2019, cuando se cambió por el actual World Athletics.
La sede central de World Athletics se encuentra en Mónaco desde octubre de 1993.

## Eventos
World Athletics organiza numerosas competiciones en cada una de sus especialidades. Las más importantes son:
- Campeonato Mundial de Atletismo
- Campeonato Mundial de Atletismo en Pista Cubierta
- Campeonato Mundial de Atletismo Sub-20
- Campeonato Mundial de Atletismo Sub-18[n 1]
- Copa Continental de World Athletics
- Campeonato Mundial de Campo a Través
- Campeonato del Mundo de Marcha Atlética por Equipos (antes Copa del Mundo de Marcha Atlética)
- Campeonato Mundial de Media Maratón
- Relevos Mundiales
- Liga de Diamante
- World Athletics Challenge (hasta 2019)
- World Athletics Continental Tour (desde 2020)
- World Athletics Indoor Tour
- World Athletics Label Road Races (maratón, media maratón, otras)
- World Athletics Challenges (eventos combinados, marcha atlética y lanzamiento de martillo)
- World Athletics Cross Country Permit

## Organización
La estructura jerárquica de la Asociación está conformada por el presidente y los vicepresidentes, el Congreso, el Comité Ejecutivo, el Consejo y los Comités Técnicos.

### Federaciones continentales
La IAAF cuenta en 2015 con la afiliación de 214 federaciones nacionales repartidas en seis organismos continentales:
| Nombre                                                             | Siglas       | Sede                  | N.º de federaciones | Pág. web                                             |
| ------------------------------------------------------------------ | ------------ | --------------------- | ------------------- | ---------------------------------------------------- |
| Confederación Africana de Atletismo                                | (CAA)        | Dakar, Senegal        | 54                  | Archivado el 10 de junio de 2003 en Wayback Machine. |
| Asociación Asiática de Atletismo                                   | (AAA)        | Singapur, Singapur    | 45                  |                                                      |
| Asociación Europea de Atletismo                                    | (EAA)        | Lausana, Suiza        | 51                  |                                                      |
| Asociación de Atletismo de Norteamérica, Centroamérica y el Caribe | (NACAC)      | San Juan, Puerto Rico | 31                  |                                                      |
| Asociación de Atletismo de Oceanía                                 | (OAA)        | Gold Coast, Australia | 20                  |                                                      |
| Confederación Sudamericana de Atletismo                            | (ConSudAtle) | Manaus, Brasil        | 13                  |                                                      |

### Presidentes
| N.º | Periodo   | Nombre           | País         |
| --- | --------- | ---------------- | ------------ |
| 1   | 1912-1946 | Sigfried Edström | Suecia       |
| 2   | 1946-1976 | David Burghley   | Reino Unido  |
| 3   | 1976-1981 | Adriaan Paulen   | Países Bajos |
| 4   | 1981-1999 | Primo Nebiolo    | Italia       |
| 5   | 1999-2015 | Lamine Diack     | Senegal      |
| 6   | 2015-     | Sebastian Coe    | Reino Unido  |

## Federaciones nacionales
| África (CAA) | Asia (AAA) | Europa (EAA) | Norteamérica (NACAC) | Oceanía (OAA) | Sudamérica (ConSudAtle) |
| --- | --- | --- | --- | --- | --- |
| Argelia · Angola · Benín · Botsuana · Burkina Faso · Burundi · Camerún · Cabo Verde · República Centroafricana · Chad · Comoras · República del Congo · República Democrática del Congo · Costa de Marfil · Egipto · Eritrea · Etiopía · Gabón · Gambia · Ghana · Guinea · Guinea-Bisáu · Guinea Ecuatorial · Kenia · Lesoto · Liberia · Libia · Madagascar · Malaui · Mali · Marruecos · Mauricio · Mauritania · Mozambique · Namibia · Níger · Nigeria · Ruanda · Santo Tomé y Príncipe · Senegal · Seychelles · Sierra Leona · Somalia · Sudáfrica · Sudán · Sudán del Sur · Suazilandia · Tanzania · Togo · Túnez · Uganda · Yibuti · Zambia · Zimbabue | Afganistán · Arabia Saudita · Baréin · Bangladés · Brunéi · Bután · Camboya · China · Corea del Sur · Corea del Norte · Emiratos Árabes Unidos · Filipinas · Hong Kong · India · Indonesia · Irán · Irak · Japón · Jordania · Kazajistán · Kirguistán · Kuwait · Laos · Líbano · Macao · Malasia · Maldivas · Mongolia · Birmania · Nepal · Omán · Pakistán · Palestina · Catar · Singapur · Siria · Sri Lanka · Tailandia · Taiwán · Tayikistán · Timor Oriental · Turkmenistán · Uzbekistán · Vietnam · Yemen | Albania · Alemania · Andorra · Armenia · Austria · Azerbaiyán · Bélgica · Bielorrusia · Bosnia y Herzegovina · Bulgaria · Chipre · Croacia · Dinamarca · Eslovaquia · Eslovenia · España () · Estonia · Finlandia · Francia · Georgia · Gibraltar · Grecia · Hungría · Irlanda · Islandia · Israel · Kosovo · Italia · Letonia · Liechtenstein · Lituania · Luxemburgo · Macedonia del Norte · Malta · Moldavia · Mónaco · Montenegro · Noruega · Países Bajos · Polonia · Portugal · Reino Unido · República Checa · Rumania · Rusia · San Marino · Serbia · Suecia · Suiza · Turquía · Ucrania | Anguila · Antigua y Barbuda · Aruba · Bahamas · Barbados · Belice · Bermudas · Islas Caimán · Canadá · Costa Rica · Cuba · República Dominicana () · Dominica · El Salvador · Estados Unidos () · Granada · Guatemala () · Haití · Honduras · Islas Vírgenes Británicas · Islas Vírgenes de los Estados Unidos · Jamaica · México () · Montserrat · Nicaragua · Puerto Rico () · San Cristóbal y Nieves · San Vicente y las Granadinas · Santa Lucía · Trinidad y Tobago · Islas Turcas y Caicos | Australia · Islas Cook · Fiyi · Guam · Kiribati · Islas Marianas del Norte · Islas Marshall · Micronesia · Nauru · Isla Norfolk · Nueva Zelanda · Palaos · Papúa Nueva Guinea · Polinesia Francesa · Islas Salomón · Samoa · Samoa Americana · Tonga · Tuvalu · Vanuatu | Argentina () · Bolivia () · Brasil · Chile () · Colombia () · Ecuador () · Guyana · Panamá · Paraguay () · Perú () · Surinam · Uruguay () · Venezuela () |